# Arquitectura de Taiwán

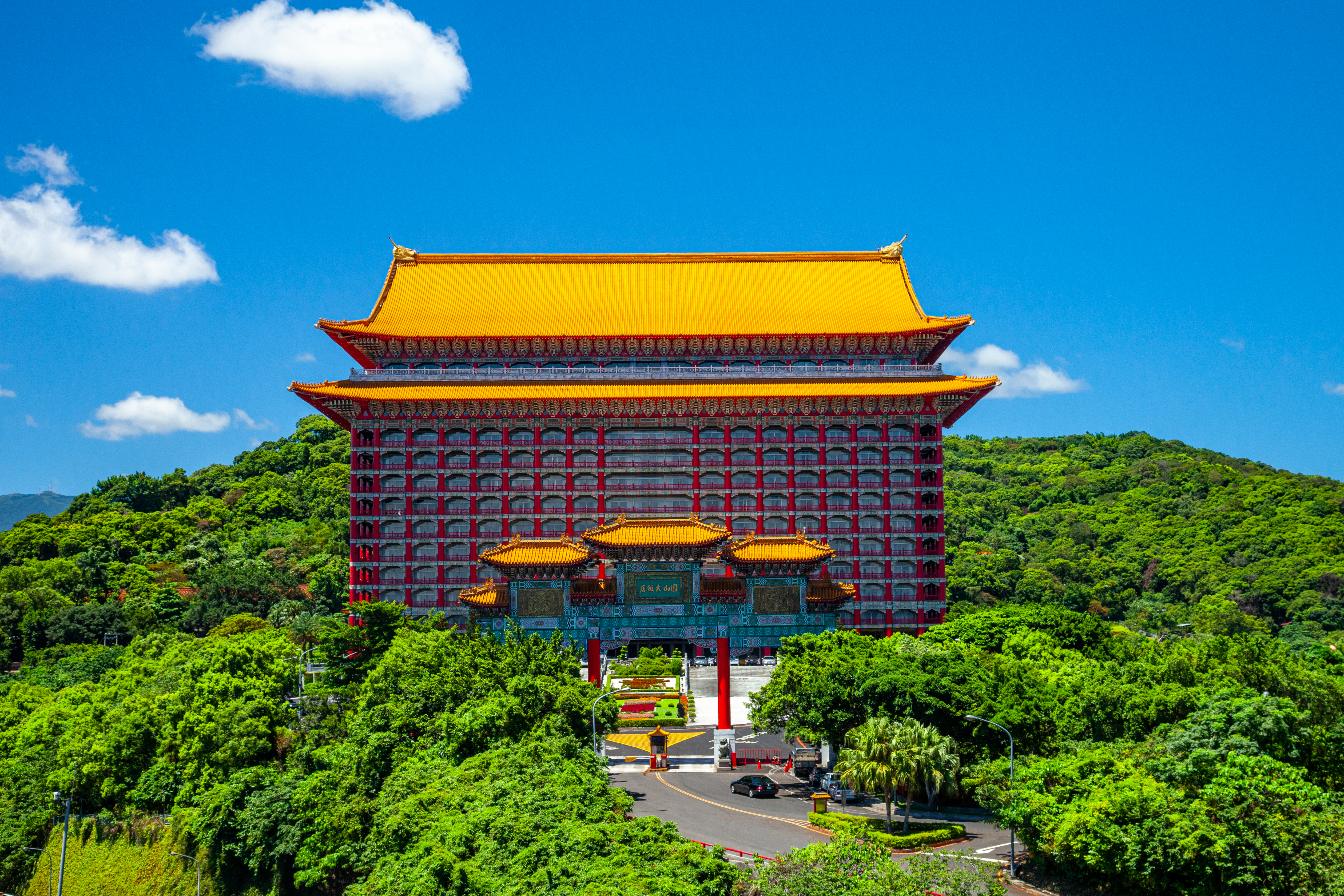
El Grand Hotel, un símbolo de la ciudad de Taipéi, fue finalizado en 1973.

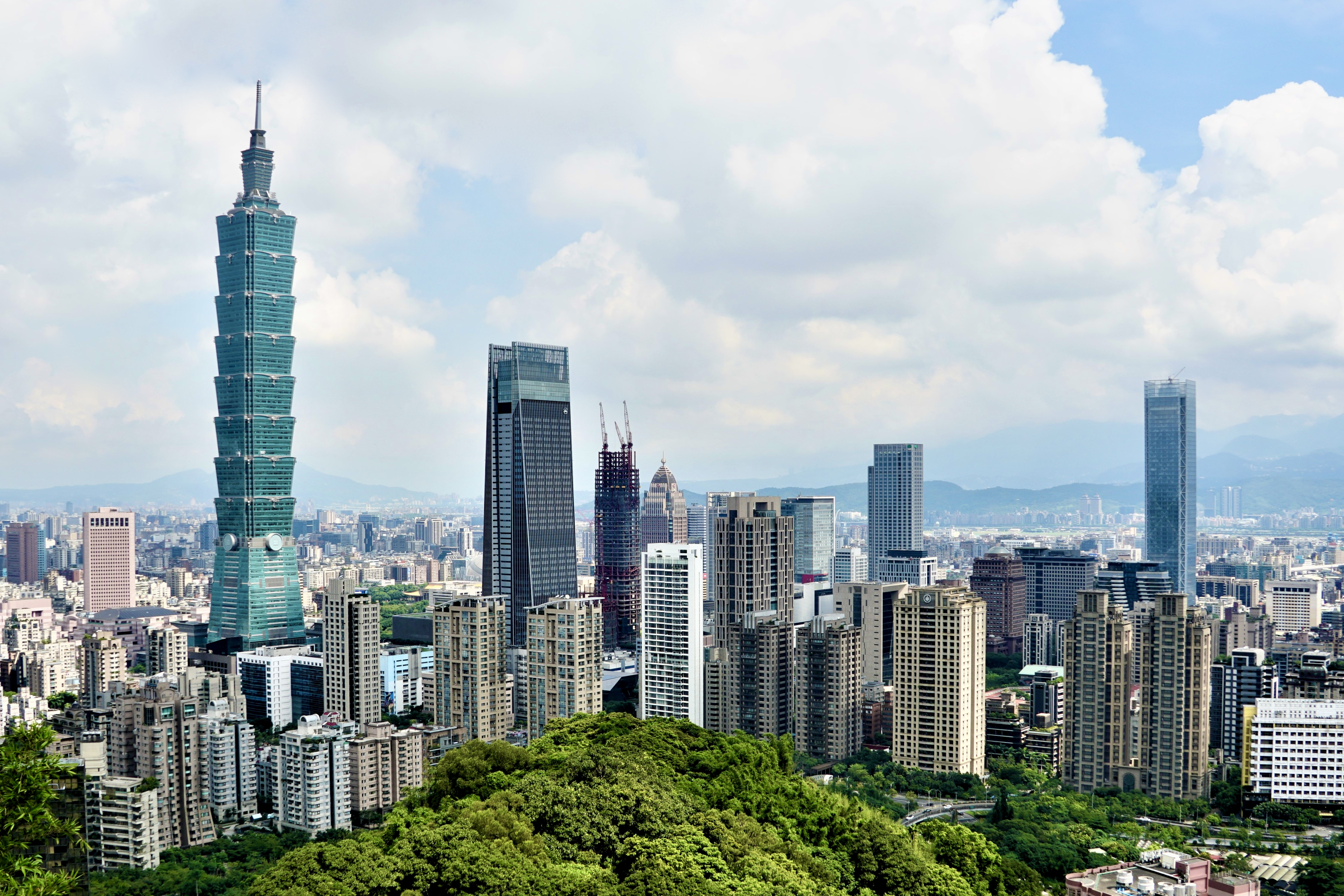
Vista del panorama urbano de Taipéi. A la izquierda puede verse el Taipei 101, flanqueado a la derecha por el Taipei Nan Shan Plaza.

La arquitectura de Taiwán se fundamenta en diferentes períodos: en un inicio, aparecieron las viviendas sobre pilotes de los aborígenes en tiempos prehistóricos. Con la llegada de los colonos españoles y holandeses comenzó la construcción de fortalezas e iglesias, mientras que en el período de Tungning, cuando la isla era la base del sentimiento anti-Qing, se introdujo la arquitectura de estilo Minnan; en el período de la dinastía Qing, apareció una mezcla de arquitectura china y occidental. Durante el dominio japonés de Taiwán, la cultura Minnan, japonesa y occidental fueron los principales influyentes en los diseños arquitectónicos y vieron la introducción y el uso del hormigón armado. Debido a la excesiva occidentalización como colonia, después del retroceso de Taiwán a la República de China en 1945 desde Japón al final de la Segunda Guerra Mundial, el estilo clásico chino se hizo popular y entró en la corriente principal internacional como un estilo de diseño posmoderno. En la actualidad, la arquitectura taiwanesa se ha diversificado en gran medida, por lo que se pueden ver todos gran variedad de estilos diferentes.

## Historia

### Prehistoria
La arquitectura del Taiwán prehistórico vio estructuras que iban desde viviendas en cuevas, hogares sobre pilotes hasta mampostería de piedra, con influencias de los diseños austronesios. Las tribus Paiwan y Bunun construían casas con techos de paja y paredes de piedra, con los hogares de los nobles decorados con elaboradas tallas de madera. Las características especiales de estas viviendas es que los materiales de construcción de colores oscuros ayudan a ocultar los edificios en su entorno, a su vez que el uso en capas de rocas imita las escamas de la serpiente Deinagkistrodon acutus a la que rinden culto.

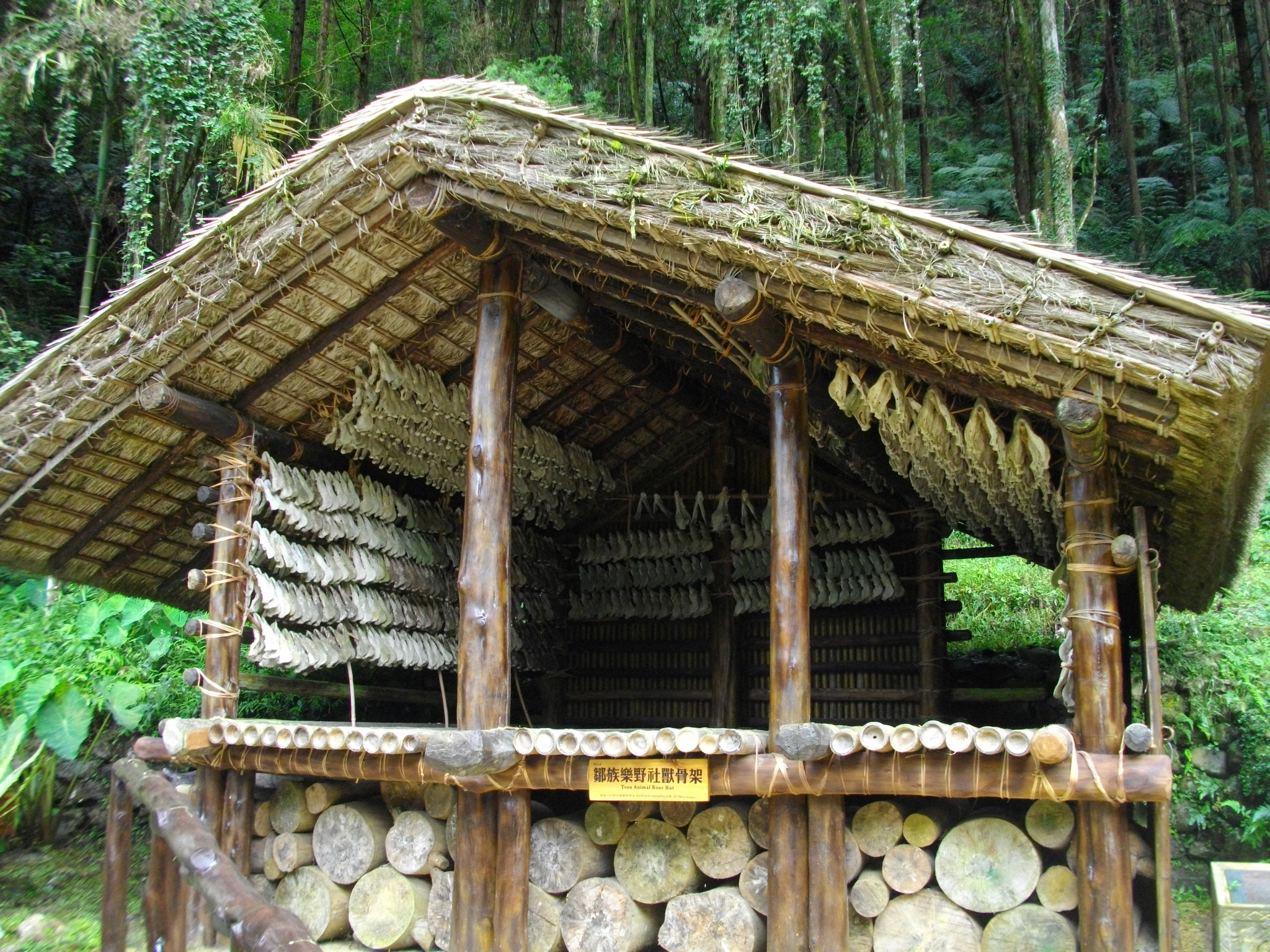
Una imitación de la cabaña de huesos de animales del pueblo Tsou en la Aldea de la Cultura Aborigen de Formosa.

Los chinos y los aborígenes hicieron uso de materiales naturales como paja, madera, bambú, pasto, piedra o tierra. Los tipos y estilos varían según el entorno, el clima y las influencias culturales de cada tribu. Por ejemplo, la tribu de los amis tiende a vivir en comunidades más grandes y planificaron el urbanismo en torno a casas comunales y una plaza para asuntos de gobernanza en el interior, plantando un bosque de bambú en el exterior con campamentos y puestos de guardia para defenderse de los posibles ataques externos. Las tribus Atayal y Saisiyat construyeron sus hogares con madera y bambú, mientras que la Tao, que mora en la más lejana isla de las Orquídeas, enfrentaba fuertes cambios en el clima estacional —como tifones—, por lo que desarrolló casas que aprovecharon la excavación vertical en el suelo para fortalecer sus cimientos.

### Colonias españolas y holandesas

El fuerte de Santo Domingo fue construido por los españoles en 1628; tras su derrota fue reconstruido por los holandeses. Se conoce como Âng-mn̂g-siâⁿ (紅毛 城, Fuerte pelirrojo) en honor a estos.

El siglo XVI fue una época de navegación, exploración y comercio naval occidental, y también suposo el cambio de poder de la dinastía Ming a la dinastía Qing. La mayor parte de la arquitectura en Taiwán de este período estuvo dominada por fortalezas, principalmente los fuertes holandeses Fengguiwei, Zeelandia y Provintia en el sur y los españoles San Salvador (聖薩爾瓦多 城) y Santo Domingo al norte. Los holandeses usaron ladrillos rojos en la construcción, mientras que para los españoles fue más común la piedra. Ambos bandos hicieron uso de puertos y construyeron fortalezas para consolidar su poder en la isla. Las fortalezas tenían forma cuadrada con un lateral adicional para la instalación de artillería. Este período vio a la arquitectura de Taiwán entrar en el pico de la colonización occidental: estas estructuras representan la primera generación de obras arquitectónicas y se encuentran catalogadas como patrimonio mundial por el gobierno de la República de China.

### Influencia de la China continental
La arquitectura tradicional de Taiwán es una rama del estilo del sur de China, traída del continente por inmigrantes de la región de Minnan en la provincia de Fujian. Se distingue por sus tejas rojas, paredes de ladrillo vermellón, un diseño simétrico alrededor de un patio central, pintura colorida, tallas de piedra o madera y crestas de techo muy ornamentadas en templos. La mayoría de los techos que se encuentran en las viviendas de la isla siguen un estilo montañés. Este se puede dividir en dos tipos: a caballo y cola de golondrina. El primero se encuentra en las casas de la gente común y tiene un estilo simple y robusto; el techo de cola de golondrina, por otro lado, presenta aleros amplios y se limita a viviendas oficiales y templos.

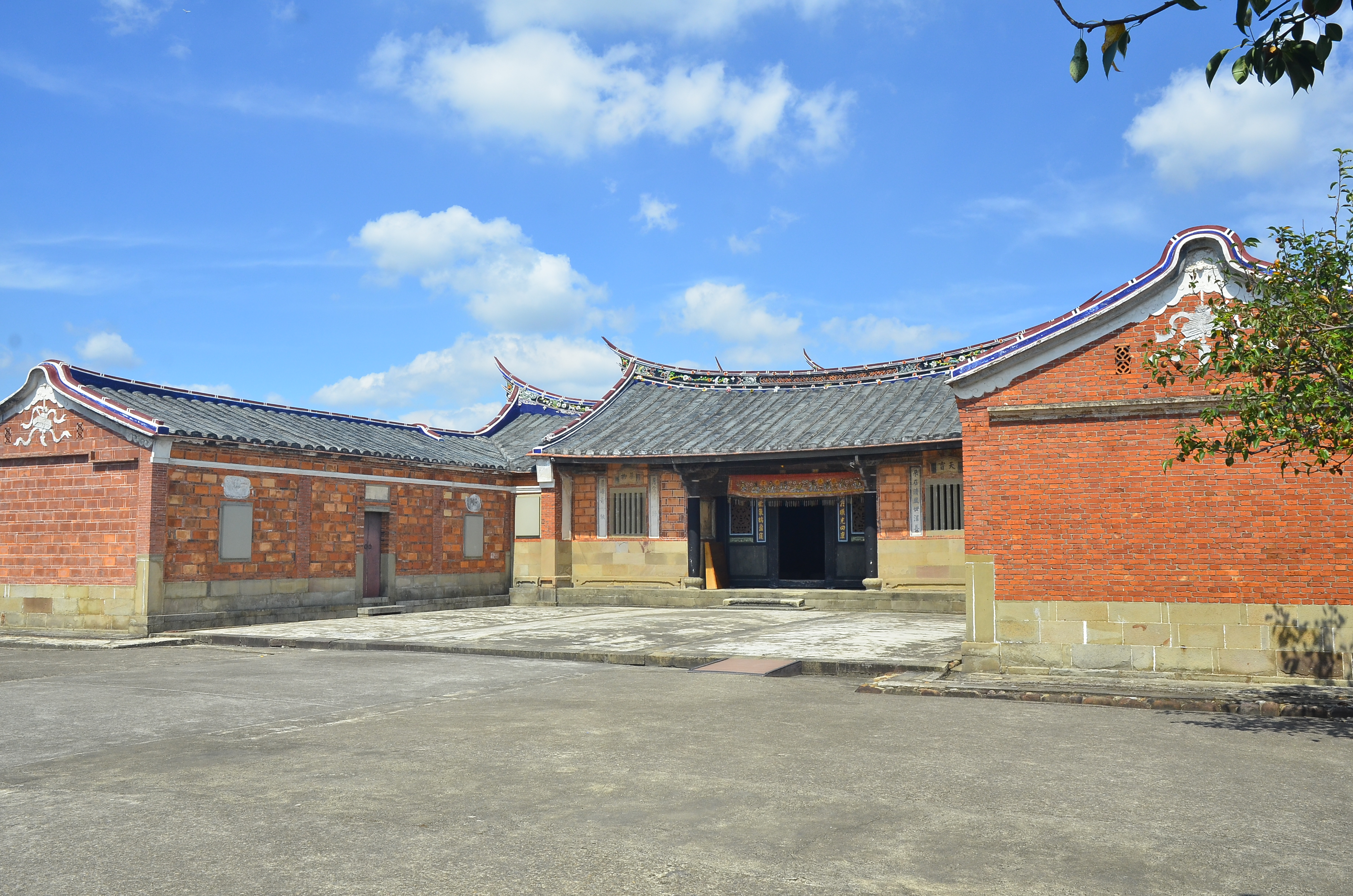
La residencia de Lee Teng-fan, en Taoyuan, es un ejemplo de vivienda típica de la clase alta.

Hay variedad de tipos diferentes de residencias de estilo tradicional en Taiwán, pero la mayoría son variaciones y expansiones sobre el tema central del san-he-yuan (三合院), un edificio central con dos alas flanqueándolo. La clase adinerada china a menudo instalaba un jardín en la parte trasera o en los lados del recinto.

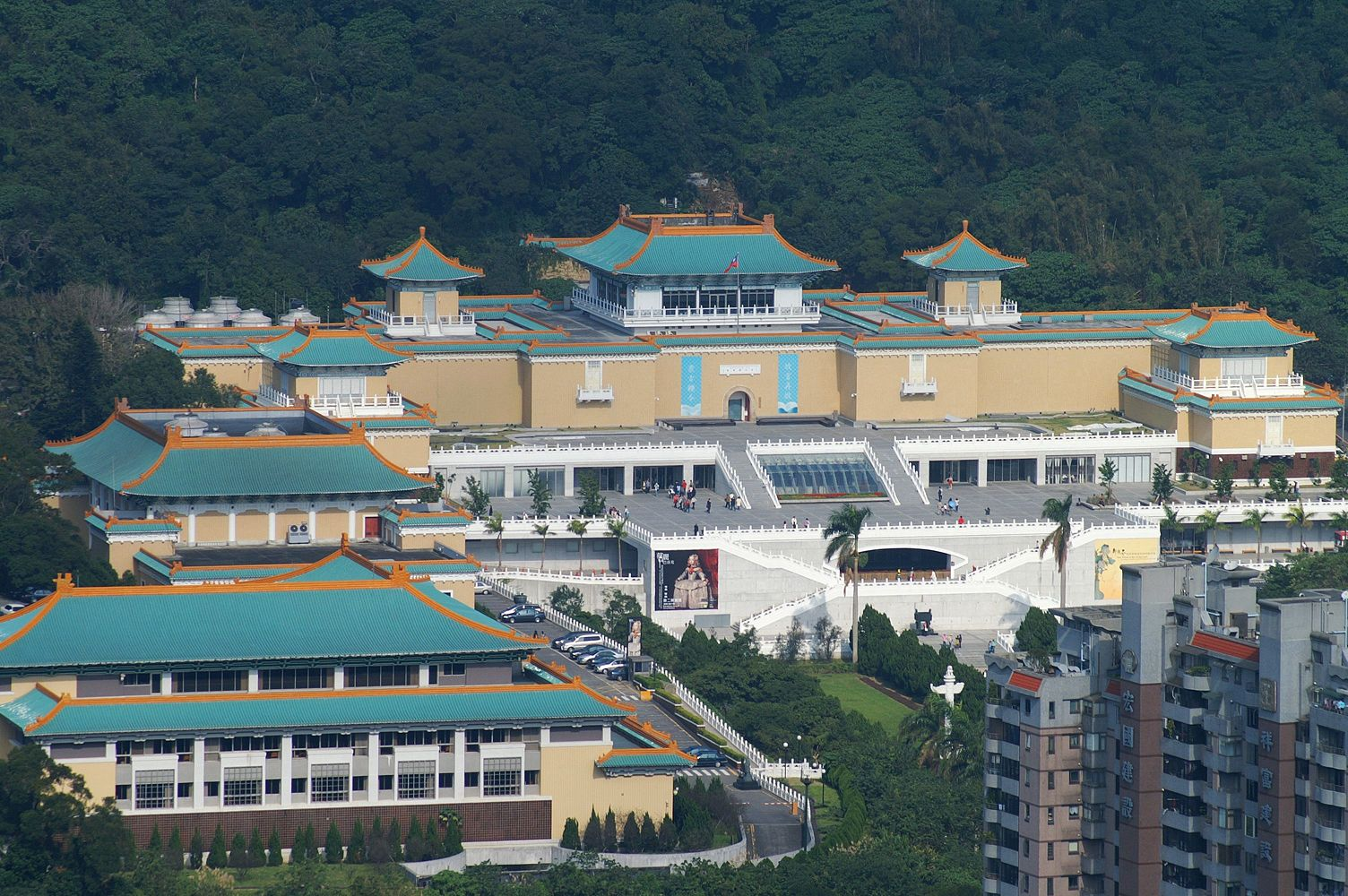
Vista fronal del Museo Nacional del Palacio, inaugurado en 1965.

Durante el siglo XX, con la llegada de más de dos millones de chinos tras la guerra civil, las áreas urbanas vieron un amplio e inestable crecimiento, donde la necesidad de espacio para los nuevos habitantes se priorizó sobre el diseño. Sin embargo, entre las décadas de 1950 y 1980 floreció el uso de la arquitectura tradicional china en los nuevos edificios. De este modo, se pueden encontrar ejemplos como el Grand Hotel o el Museo Nacional del Palacio.